# Vimodrone
Vimodrone (Vimodrón in dialetto locale, AFI: [vimuˈdrũː]) è un comune italiano di 16 987 abitanti situato nella zona nord est della città metropolitana di Milano, a circa 5 chilometri a nord-est dal comune di Milano.

## Geografia fisica
Il territorio vimodronese è completamente pianeggiante.
Il paese è attraversato dal Naviglio Martesana e dalla Strada statale 11 Padana Superiore. Situata invece al confine col comune di Cernusco sul Naviglio e parallela al Naviglio Martesana c'è la Cava Gaggiolo, ormai ricoperta d'acqua per la quale è stato avviato un processo di riqualificazione che la porterà a essere un parco.

## Storia
In epoca romana il territorio di Vimodrone era attraversato da un'importante strada romana, la via Gallica. Tenuta, nella seconda metà del XII secolo, da papa Alessandro III sotto l'autorità del capitolo della chiesa di San Giovanni Battista di Monza, sul finire del XIV secolo rientrò, in parte, tra i possedimenti della famiglia Pozzobonelli, passando nel Seicento tra quelli dei Modroni. Nel 1690 Vimodrone fu infeudata a Nicola Maria Visconti che, nominato marchese, aggiunse il predicato feudale di Modrone, dando così inizio alla casata dei Visconti di Modrone, alla quale appartennero illustri personaggi; tra questi meritano di essere ricordati, nel Settecento, il conte Nicola, professore di diritto pubblico a Milano, e, nell'Ottocento, il duca Uberto che, insieme ai figli, partecipò attivamente ai moti risorgimentali. Vimodrone anticamente non era comunque solo un agglomerato di case rurali; le cascine in passato costituivano delle vere e proprie comunità quasi autonome, e delimitavano i confini del paese.
Con il continuo espandersi del nucleo centrale, la maggior parte di questi caseggiati sono stati integrati, molti sono stati ricostruiti e non ne rimane che il nome. Molte erano anche le ville appartenenti ai signori milanesi; alcuni vi trascorrevano il loro tempo libero, ne è un esempio appunto Villa Cazzaniga. Nell'Ottocento fino ai primi del Novecento il territorio vimodronese era così suddiviso: a nord del Naviglio esisteva la piccola proprietà, mentre tra il naviglio e la via Sant'Ambrogio sorgeva il centro abitato. Risalgono al 1909 le prime esigenze di nuove costruzioni per un paese che lentamente stava crescendo. Già dopo la seconda guerra mondiale il paese inizia a svilupparsi attorno al vecchio nucleo con la costruzione di numerose villette. Negli anni del "boom" economico vennero costruiti enormi casermoni; terminata la fase di espansione privata ha avuto inizio la costruzione industriale; piccole, medie e grandi aziende che portarono maggiori possibilità di impiego e di conseguenza maggior benessere. Tutto questo portò sempre più contadini ad abbandonare le loro terre nelle quali si coltivava foraggio, cereali e verdure. L'arrivo della ferrovia metropolitana (dal 1968 alla fermata di Cascina Burrona) portò un cambiamento nella configurazione del territorio con la deviazione del Naviglio Martesana, incanalato più a nord.
Dal 2015 è stato aperto il nuovo ponte che scavalca naviglio e la M2 nella zona est collegando direttamente Vimodrone nord a Cologno e la strada padana senza più passare per il paese. Alla fine degli anni settanta e all'inizio degli anni ottanta lo sviluppo edilizio riprese in modo massiccio: complessi pubblici, privati e cooperativistici vennero realizzati sia a ovest sia a est del paese.
Dal 2015 fa parte della Zona omogenea Adda Martesana della città metropolitana di Milano.

### Simboli
Lo stemma è stato riconosciuto con decreto del capo del governo del 25 febbraio 1936.
La torre e i leoni derivano dagli stemmi delle famiglie che sono state titolari del suo feudo: i Modroni, o da Vimodron, feudatari di questa terra dal 1648, e i Visconti di Modrone, succeduti, per via femminile, ai precedenti nella titolarità del feudo, nel 1690.
Il gonfalone, concesso con D.P.R. del 15 settembre 1980, è un drappo di azzurro.

## Monumenti e luoghi d'interesse

### Architetture religiose

#### Chiesa parrocchiale di San Remigio
Situata in piazza Unità d'Italia, l'attuale chiesa è stata edificata nel 1781 e ampliata tra il 1938 e il 1941 dall'architetto Giovanni Barboglio. Un luogo di culto a Vimodrone, consistente forse in una semplicissima e povera cappella dedicata a San Remigio, doveva esistere indubbiamente fin dall'Alto Medioevo. Ma la certezza storica della presenza di questo edificio religioso l'abbiamo da un documento del 1169: una bolla di papa Alessandro III, datata 30 marzo, nella quale vengono confermati diritti e possessi della basilica di San Giovanni Battista di Monza e tra questi figurano quelli sulla pieve di San Giuliano di Colonia (Cologno Monzese) con tutte le sue cappelle tra cui la chiesa di San Remigio "in Vicu Modroni".

#### Chiesa di Santa Maria Nova

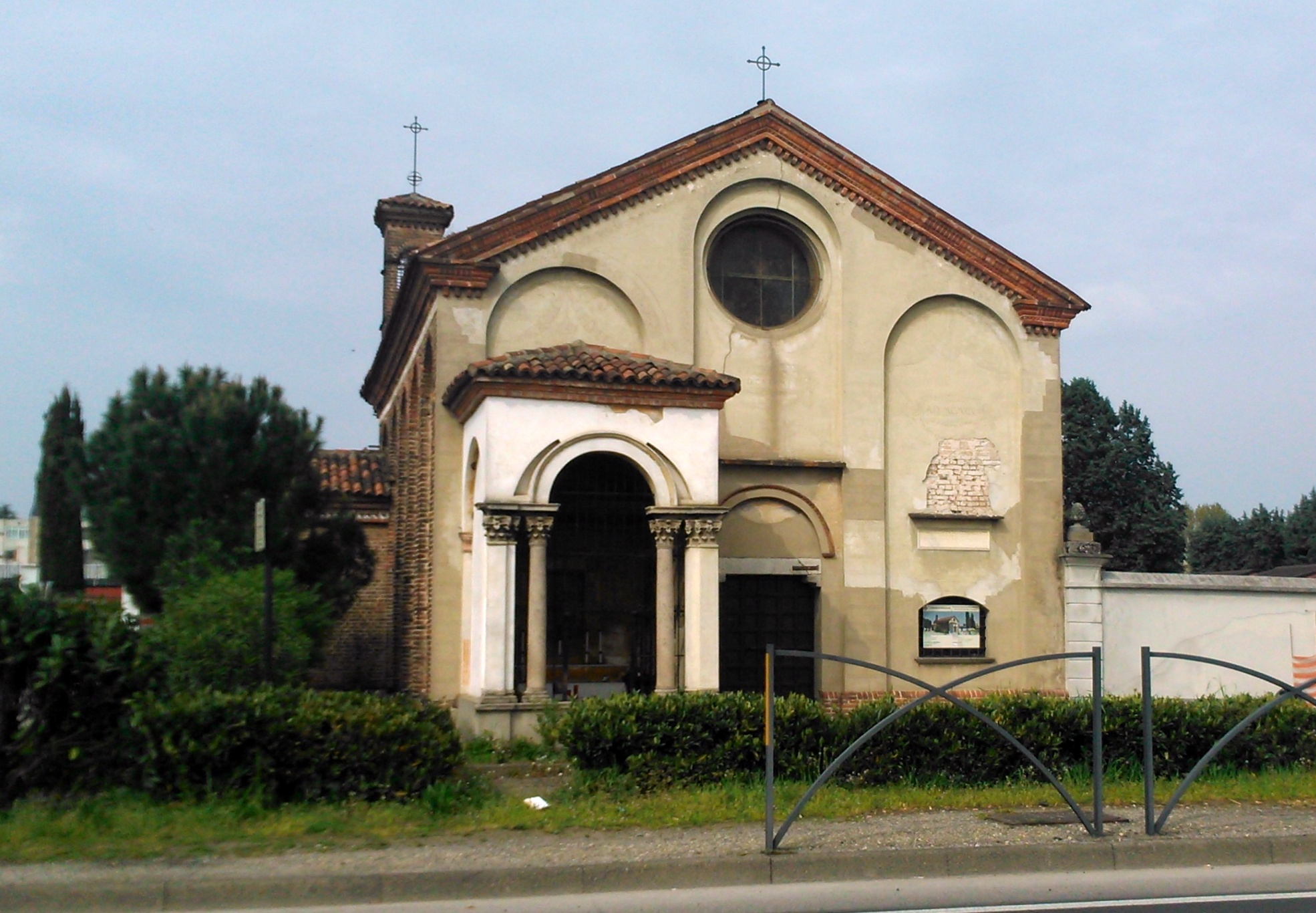
Chiesa di Santa Maria Nova o Chiesa del Pilastrello

È una piccola chiesa situata all'esterno del cimitero comunale di Vimodrone, lungo la Strada Padana Superiore, la più antica del territorio di Vimodrone. Di origine cinquecentesca, nota anche come "Chiesa del Pilastrello", perché sorta in prossimità di una pietra miliare romana (al pilastrello). Antico sesto miliario venendo da Milano. Nova perché distinta da Santa Maria Vetera già esistente in Vimodrone e abbattuta per ordine del cardinale Carlo Borromeo. La chiesetta è sulla via che apre alla Martesana. Negli atti della visita pastorale del 1572 compiuta dal cardinale Carlo Borromeo, veniva riportato "Fu iniziata nel 1524, grazie alle offerte della popolazione, e perciò è nuova e bella", e nella pala absidale, veniva definita "satis pulchra", stupenda - si dice realizzata dal Luini stesso. Al suo interno si trovano affreschi attribuibili alla scuola pittorica di Bernardino Luini, in altri alla scuola del Bergognone e alla scuola lombarda di Gaudenzio Ferrari. La chiesa ha una sola navata, chiusa da un'abside semicircolare. Le pareti laterali sono suddivise da dieci nicchioni ad arco, sopra i quali gira un cornicione in cotto con altrettante lunette su cui si stende la volta a botte. Nelle lunette si aprono come occhi, alternativamente, sei finestre circolari. Il campanile e la sacrestia quadrata risalgono alla metà del 1700. Sopra la porta d'ingresso vi è una lunetta con tracce di crocefissione seicentesca. Nel 2015 la soprintendenza dei Beni culturali ha autorizzato un progetto di riqualificazione con l'obiettivo di porre rimedio alle infiltrazioni dell'umidità. L'edificio appartiene alla parrocchia di San Remigio. A settembre 2016 viene resa nota la notizia che la chiesa partecipa al censimento FAI de I Luoghi del Cuore per porre rimedio all'umidità.

#### Chiesa di Dio Trinità d'Amore
Negli anni sessanta del secolo scorso, nella zona nord del paese venne eretta una chiesa prefabbricata alla quale passò il titolo e le suppellettili di Sant'Anna, mentre l'antica chiesetta, ormai sconsacrata, fu demolita. Sotto la guida del parroco don Mario Marangoni, la nuova cappella si avviò così ad assumere la dignità parrocchiale, conferita dal cardinale Carlo Maria Martini l'11 agosto 1986, comportando lo smembramento di una buona parte del territorio di San Remigio in Vimodrone e di San Giuliano in Cologno Monzese. La nuova parrocchia assunse il titolo di Dio Trinità d'Amore. Negli anni novanta, la struttura prefabbricata che ospitava la chiesa venne abbandonata in favore di un nuovo edificio di architettura moderna realizzato nelle vicinanze, comprendente anche un complesso oratoriale con ampi spazi ricreativi, che costituisce l'attuale ubicazione della parrocchia.

#### Cappella di San Giuseppe
Lungo la Padana Superiore, nel quartiere confinante con Milano, denominato San Giuseppe negli anni sessanta si costruì un prefabbricato per agevolare gli abitanti costretti a un lungo e pericoloso tragitto lungo lo "stradone" per raggiungere la chiesa parrocchiale. Quest'opera si deve all'impegno economico e manuale dei giovani universitari della parrocchia di Santa Maria del Suffragio di Milano. La sua inaugurazione avvenne il 7 dicembre 1969.

#### Cippo detto "della Crocetta"
Si tratta di un cippo posto lungo la Strada Statale 11 Padana Superiore a ricordo della visita pastorale di San Carlo Borromeo del 23 gennaio 1572.

### Architetture civili

#### Villa Cazzaniga
Situata in località Gaggiolo si compone di corpi rustici di probabile origine seicentesca e una parte residenziale della metà del XVIII secolo. Nasce come biblioteca per i nobili milanesi che la raggiungevano per lo più in barca. Il fronte principale con il suo portico si affaccia verso il Naviglio, diviso da quest'ultimo da un muretto, con due balaustre laterali e un cancelletto centrale per l'accesso al canale. L'iniziale forma a U sopravvive solo nell'ala Est: cosicché l'edificio ha oggi pianta a L, per la demolizione del braccio Ovest. Il braccio Est è connotato dalla presenza della cappella, con decorazioni neoclassiche ancora leggibili. Dalla documentazione nota s'apprende che l'edificio è già edificato nel 1764, quando risulta di proprietà del milanese Carlo Alberto Besozzi, dopo una serie di passaggi di proprietà il complesso perviene alla famiglia Cazzaniga nel 1902.

#### Torre MiNEC
La torre MiNEC (Milan North-East Centre), progettata dall'architetto Mario Botta, venne realizzata nel 2008. Il torrione ha una pianta a settore circolare di circa 2 000 metri quadri. Lo sviluppo verticale dell'edificio è caratterizzato da tre corpi “a ventaglio”, connessi a un nucleo scale, a costituire il volume principale, sede degli uffici, articolato tra superfici trasparenti di acciaio e vetro e setti di pareti opache in laterizio. Un volume a tamburo posto in sommità, in posizione centrale, destinato agli impianti, è completamente rivestito anch'esso in laterizio e rispecchia il linguaggio architettonico utilizzato per l'“Ellisse” del Teatro alla Scala di Milano. Con l'elemento di sommità, l'edificio raggiunge un'altezza complessiva di circa sessanta metri. Nel progetto originale era prevista la realizzazione di un edificio gemello nelle vicinanze, ma in seguito la costruzione non si è concretizzata.

### Aree naturali

#### Parco Est delle Cave
Il Parco Est delle Cave si estende su una superficie di 573 ettari, distribuiti tra i comuni di Carugate, Cernusco sul Naviglio, Cologno Monzese, Vimodrone e Brugherio. Il parco conserva i caratteri tipici dei paesaggi agricoli: piccole aree boschive, siepi e alberature di confine; importante la presenza di cave, alcune ancora in attività, altre in disuso. La cava del Gaggiolo è la più vasta dell'area, e insiste su tre comuni: Vimodrone, Cernusco sul Naviglio e Cologno Monzese. Venne utilizzata fino alla metà degli anni 1950 per l'estrazione di sabbia e ghiaia. Un altro lago di cava di importanza ambientale è quello della cava Gabbana, per il quale però è stato autorizzato l'interramento dall'amministrazione comunale.

## Società

### Evoluzione demografica
- 430 nel 1751
- 487 nel 1771
- 672 nel 1805
- 1 575 dopo annessione di Novegro, Rovagnasco, Segrate e Tregarezzo nel 1811
- 1 194 nel 1853

Abitanti censiti

### Etnie e minoranze straniere
Secondo le statistiche ISTAT al 1º gennaio 2022 la popolazione straniera residente nel comune era di 1 690 persone, pari al 10,5% della popolazione. Le nazionalità maggiormente rappresentate in base alla loro percentuale sul totale della popolazione residente erano:
- Romania 287
- Filippine 166
- Albania 164
- Egitto 127
- Perù 120
- Cina 100
- Ucraina 84
- Sri Lanka 68
- Ecuador 61
- Moldavia 53
- El Salvador 48
- Marocco 44

## Infrastrutture e trasporti

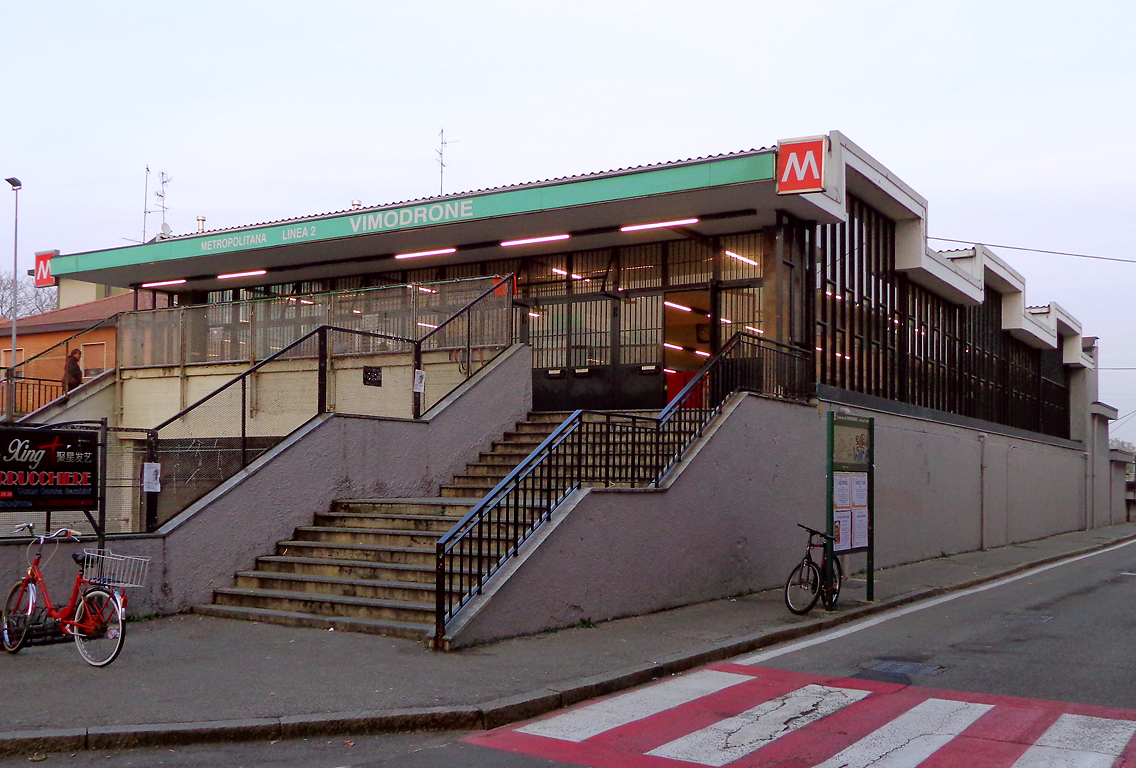
Fermata di Vimodrone della metropolitana di Milano

Il territorio di Vimodrone è attraversato in direzione est-ovest dal tracciato della SP ex SS 11 Padana Superiore e dalla strada provinciale 120 Cologno-Bornago e in direzione nord-sud dalla strada provinciale 160 Mirazzano-Vimodrone.
Nel comune metropolitano sono presenti due stazioni della linea M2 della metropolitana di Milano: Vimodrone e Cascina Burrona, poste sulla diramazione per Gessate. Il comune è servito anche dalla stazione di Cologno Sud, sempre sulla M2 ma sulla diramazione per Cologno Nord, situata nella confinante Cologno Monzese.
In passato, Vimodrone era attraversato dalla tranvia Milano-Gorgonzola-Vaprio, soppressa e sostituita dalle linee celeri dell'Adda, soppresse e sostituite, a loro volta, dalla metropolitana.

## Amministrazione
| Periodo | Periodo   | Primo cittadino          | Partito                                                           | Carica                  | Note   |
| ------- | --------- | ------------------------ | ----------------------------------------------------------------- | ----------------------- | ------ |
| 1985    | 1990      | Giovanni Edoard Plantone | Partito Comunista Italiano con PSI e PSDI                         | Sindaco                 | [ 19 ] |
| 1990    | 1993      | Lorenzo Rota             | Democrazia Cristiana con PSI e PSDI                               | Sindaco                 | [ 19 ] |
| 1993    | 1997      | Domenico Galluzzo        | Lega Nord                                                         | Sindaco                 | [ 19 ] |
| 1997    | 2002      | Domenico Galluzzo        | Lega Nord                                                         | Sindaco                 | [ 19 ] |
| 2002    | 2012      | Dario Veneroni           | lista civica di centrosinistra Vimodrone sei tu con L'Ulivo e PRC | Sindaco                 | [ 19 ] |
| 2012    | 2012      | Cristiana Cirelli        |                                                                   | Commissario Prefettizio | [ 19 ] |
| 2012    | 2017      | Antonio Brescianini      | lista civica di centrosinistra Vimodrone sei tu con PD e PRC      | Sindaco                 | [ 19 ] |
| 2017    | 2022      | Dario Veneroni           | lista civica di centrosinistra Vimodrone sei tu con PD e PRC      | Sindaco                 | [ 19 ] |
| 2022    | in carica | Dario Veneroni           | lista civica di centrosinistra Vimodrone sei tu                   | Sindaco                 | [ 19 ] |

### Gemellaggi
- Bella, dal 2012
- Cittanova, dal 2017[20][21]

## Sport
Ha sede nel comune la società di calcio A.S.D. Real Milano, attualmente (2020/21) militante nel Girone L del campionato dilettantistico di Prima Categoria lombarda.